# Neumichtis expulsa
Espèce
Synonymes
- Hadena expulsa Guénée, 1852
- Hadena trijuncta Walker, 1857
- Euplexia euarmosta Turner, 1911

Neumichtis expulsa est une espèce de lépidoptères (papillons) de la famille des Noctuidae. 
On la trouve en Australie, y compris en Tasmanie.

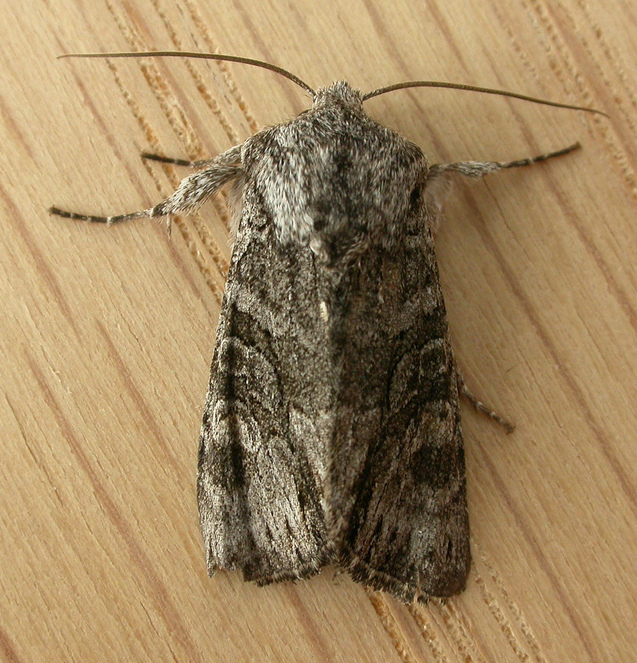
Imago en vue de dessus.

L'imago a une envergure d'environ 3 cm.